# 루카치 죄르지
루카치 죄르지(헝가리어: Lukács György, 1885년 4월 13일~1971년 6월 4일)는 현대를 대표하는 헝가리의 문예 사상가이자 마르크스주의 사상가이다.

## 삶
부다페스트에서 헝가리계 유대인 은행 중역의 아들로 태어났다. 본명은 뢰빙게르 죄르지 베르나트(헝가리어: Löwinger György Bernát)이다. 부다페스트, 베를린, 하이델베르크 대학에서 철학과 문학을 배우고 지멜과 막스 베버의 영향을 받았다. 자유극장 운동에 참가하여 1909년에 《현대 드라마 발전사》를 저술했으나, 제1차 세계 대전 무렵부터 헤겔의 객관적 관념론에 접근하는 동시에 헝가리의 생디칼리스트인 서보 에르빈의 영향을 받았다. 1918년의 독일 혁명 직후 헝가리 공산당에 입당하고, 1919년의 헝가리 혁명에 참가하여 혁명정부의 문교부장관이 되었다. 혁명이 실패하자 빈으로 망명하여, 《역사와 계급의식》(1923), 《레닌》(1924)을 써서 혁명이 좌절한 이유와 마르크스 주의의 주체성 문제를 추구했다. 1929년 모스크바에 가서 마르크스·엥겔스 연구소원이 되고, 한때 반파시즘 투쟁을 위해 유럽으로 돌아가기도 했으나 전쟁 중 대부분을 모스크바에서 연구 활동을 하며 〈발자크론〉을 비롯하여 많은 근대문학·사상사에 관한 논문을 집필. 1945년 헝가리 독립과 함께 부다페스트 대학에 돌아갔다. 1956년 헝가리 혁명에서 너지 정권에 가담, 한때 루마니아로 망명했으나 얼마 후 귀국하여 출생지인 부다페스트에서 사망했다.

## 저서

### 《실존주의냐, 마르크스주의냐》
1951년에 펴낸 루카치의 후기 대표작으로 1948년에 프랑스어 번역판이 나왔으나 독일어판이 정본이다. 1945년 헝가리 해방과 함께 부다페스트 대학에 귀임한 루카치는 다음해에 제네바의 국제회의에 참석하고 마르크스 주의의 입장에서 야스퍼스나 메를로 퐁티 등 실존주의자와 토론을 벌였다. 이 책은 이 논전을 기초로 하여 실존주의 비판과 마르크스 주의의 현대적 과제를 제시한 5편의 독립된 논문으로 구성되었다. 루카치는 현대의 실존주의를 우선 그 사상사적 계보에서 파악하여, 니체로부터 후설을 거쳐 하이데거에 이르는 니힐리즘을 계승한, 제국주의 단계의 비합리주의적 조류라고 비판한다. 이러한 비합리주의에 합리주의를 대결시키고 이 합리주의가 마르크스주의의 핵심이라고 하는 견해는 《젊은 헤겔》이나 《이성의 파괴》 등 후기의 루카치 사상사 연구에 일관되는 입장이다. 특히 하이데거, 사르트르, 메를로 퐁티의 철학이 인식론에서는 사이비 객관성에 빠지고, 자유나 도덕에 있어서는 개인주의적인 주관주의에 빠질 수 밖에 없는 이유를 해명한다. 동시에 현대 마르크스주의를 레닌적 단계라고 규정하고, 실존주의(제3의 길)와 대결시켜, 변증법적 유물론의 객관주의적 성격과 반(反)파시즘적 성격을 역설한다.

### 《이성의 파괴》
《이성의 파괴》(Die Zerstörung der Vernunft)는 루카치가 1954년 발표한 저서로 독일 나치즘의 정신적 선구자들에 대해 연구한 서적이다. 이 책은 기본적으로 마르크시즘의 입장에서 씌어졌는데 마치 모든 부르조아적 사상, 다시 말해 변증법적 유물론에서 벗어난 일체의 편향이나 원시공산주의에서 자본주의를 거쳐 사회주의에 이르는 인류의 직선적인 진보적 발전을 학문적 정설로 인정하지 않는 모든 사관이 논리적으로 히틀러적 행동이나 아우슈비치에 연결된다고 주장하고 있다.

## 같이 보기
- 프레드릭 제임슨